# Aechmea paniculata
Aechmea paniculata är en gräsväxtart som beskrevs av Hipólito Ruiz López och Pav.. Aechmea paniculata ingår i släktet Aechmea och familjen Bromeliaceae. Inga underarter finns listade i Catalogue of Life.